# Dasycleobis crinitus
Dasycleobis crinitus är en spindeldjursart som beskrevs av Cândido Firmino de Mello-Leitão 1940. 
Dasycleobis crinitus ingår i släktet Dasycleobis och familjen Ammotrechidae. Inga underarter finns listade i Catalogue of Life.